# Isaac Fotu
Isaac Fotu, né le 18 décembre 1993, à York, en Angleterre, est un joueur néo-zélandais de basket-ball. Il évolue aux postes d'ailier et d'ailier fort.